# Алчевська Ганна Олексіївна
Ганна Олексіївна Алчевська (нар. 1868, Харків, Харківська губернія, Російська імперія — пом. 1931, Алушта, Кримська АРСР, РРФСР, СРСР) — українська художниця, педагогиня⁣, громадська діячка. Представниця родини Алчевських-Бекетових.

## Життєпис
Народилась у Харкові у 1868 році, старша дочка Олексія та Христини Алчевських. Закінчила Харківську художню школу. Мала талант живописиці, з відзнакою закінчила харківську Маріїнську жіночу гімназію. Художню майстерність також підвищувала у школі живопису Марії Раєвської-Іванової. Раєвська-Іванова  М.Д. зверталася до  багатого досвіду і педагогічного таланту Безперчого Д.І.  , запрошуючи свого часу  учня Брюллова Карла  до створення статуту  Харківської міської школи малювання  Г.О.Алчевська (Бекетова) та її чоловік здійснювали фінансову допомогу цій художній школі, про що писала газета "Харьковские губернские ведомости". Згодом О.М. Бекетов безкоштовно викладав у школі теорію архітектурної майстерності.
Разом із матір'ю брала участь у роботі Харківського товариства поширення у народі грамотності у народі. Вчителювала у Харківській жіночій недільній школі своєї матері, відомої просвітниці.
1889 року одружилася з перспективним і талановитим архітектором Бекетовим О. М. Вінчання відбулося 17 вересня у Свято-Антоніївській церкві Харківського Імператорського університету. Щасливо прожила з ним у шлюбі 42 роки, народила 4 дітей. Відомий портрет Ганни Алчевської, який написав аквареллю її чоловік Бекетов О. М. у 1900 році. Протягом багатьох років виконувала обов'язки секретарки архітектора.
Померла в Алушті 5 серпня 1931 року. Похована на старовинному кладовищі цього міста біля гори Демерджі.

## Діти
- Бекетова Христина Олексіївна (у шлюбі Юрковська) (1890—1972) — художниця-графікеса, спеціалізувалася в галузі офортних робіт. Авторка спогадів про свого дядька, видатного тенора Алчевського І.О.[3]
- Бекетов Миколай Олексійович (1891—1964) — за фахом моряк, помер у Канаді ;
- Бекетова Марія Олексіївна (1893—1921) — померла у Середній Азії під час інфекційної епідемії.
- Бекетова Олена Олексіївна (у шлюбі Рофе) (1895—1990) — виконувала обов'язки секретарки та помічниці свого батька, була зберігачкою архівів родин Алчевських та Бекетових. Похована на міському кладовищі № 2 (Харків).